# Żałoń
Żałoń (t. Żełoń; ukr. Жoлонь Żołoń, biał. Жалонь Żałoń, ros. Жeлонь Żełoń) – rzeka w południowej Białorusi (obwód homelski) i w północnej Ukrainie (obwód żytomierski), prawy dopływ Prypeci w zlewisku Morza Czarnego. Długość - 113 km, powierzchnia zlewni - 1460 km², średni przepływ u ujścia - 4,8 m³/s, spadek - 113,4 m, nachylenie - 0,7%. 
Źródła koło Owrucza na Polesiu Żytomierskim, skąd płynie na północ, a następnie skręca na wschód i płynie przez Polesie Mozyrskie i Homelskie. W środkowym i dolnym biegu płynie na przemian przez Białoruś, Ukrainę i stanowi rzekę graniczną. Uchodzi do Prypeci niedaleko przed granicą białorusko-ukraińską. Niemal na całej długości skanalizowana, stąd niekiedy nazwa "Kanał Muchojedowski" (Мухаедаўскі канал). Od 1961 połączona kanałami z równoległą rzeką Sławeczną.